# Espiritismo (termo)

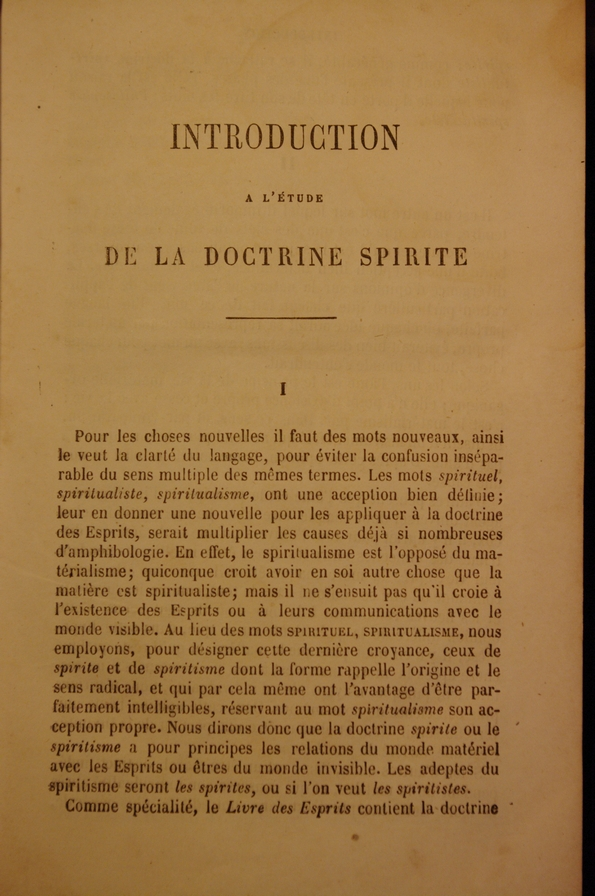
Primeira aparição do termo "Espiritismo" na literatura francesa. O Livro dos Espíritos, p. 1, abril de 1857.

O termo "Espiritismo" (em francês:  Spiritisme) surgiu como um neologismo criado pelo pedagogo francês Hippolyte Léon Denizard Rivail (conhecido por Allan Kardec) para nomear especificamente o corpo de ideias por ele sistematizadas em "O Livro dos Espíritos" (1857). Em virtude da existência de vários pontos em comum, os termos "espiritismo" e "espiritualismo" têm sido muitas vezes usados inapropriadamente como sinônimos.
O termo "kardecismo", de acordo com a semântica do sufixo -ismo, denota movimento religioso derivado da doutrina codificada por Kardec. A palavra "kardecista", além de se referir a adeptos, possui também a conotação de um adjetivo distintivo, em movimento de diferenciação de um "espiritismo kardecista". Foi por exemplo notado por Allan Kardec como uma forma contemporânea se referir à variedade de posições do espiritualismo moderno: "Os espíritas, qualquer que seja o matiz de suas posições – sejam americanos ou europeus, kardecistas, como se diz, ou outros, seja qual for o nome que se lhes dê"; ou empregado no Brasil como forma de separar a doutrina de matriz kardeciana de outras consideradas um "falso" ou "baixo espiritismo" no início do século XX. Essas formas, porém, são criticadas pelos espíritas com base na definição de Kardec, o qual atribuiu a autoria do espiritismo aos espíritos, e não a si mesmo, e considerou-o um fenômeno universal não restrito à sua codificação, afirmando que "nunca se poderá dizer: a doutrina de Allan Kardec".

## Acepções do termo

### Espiritismo

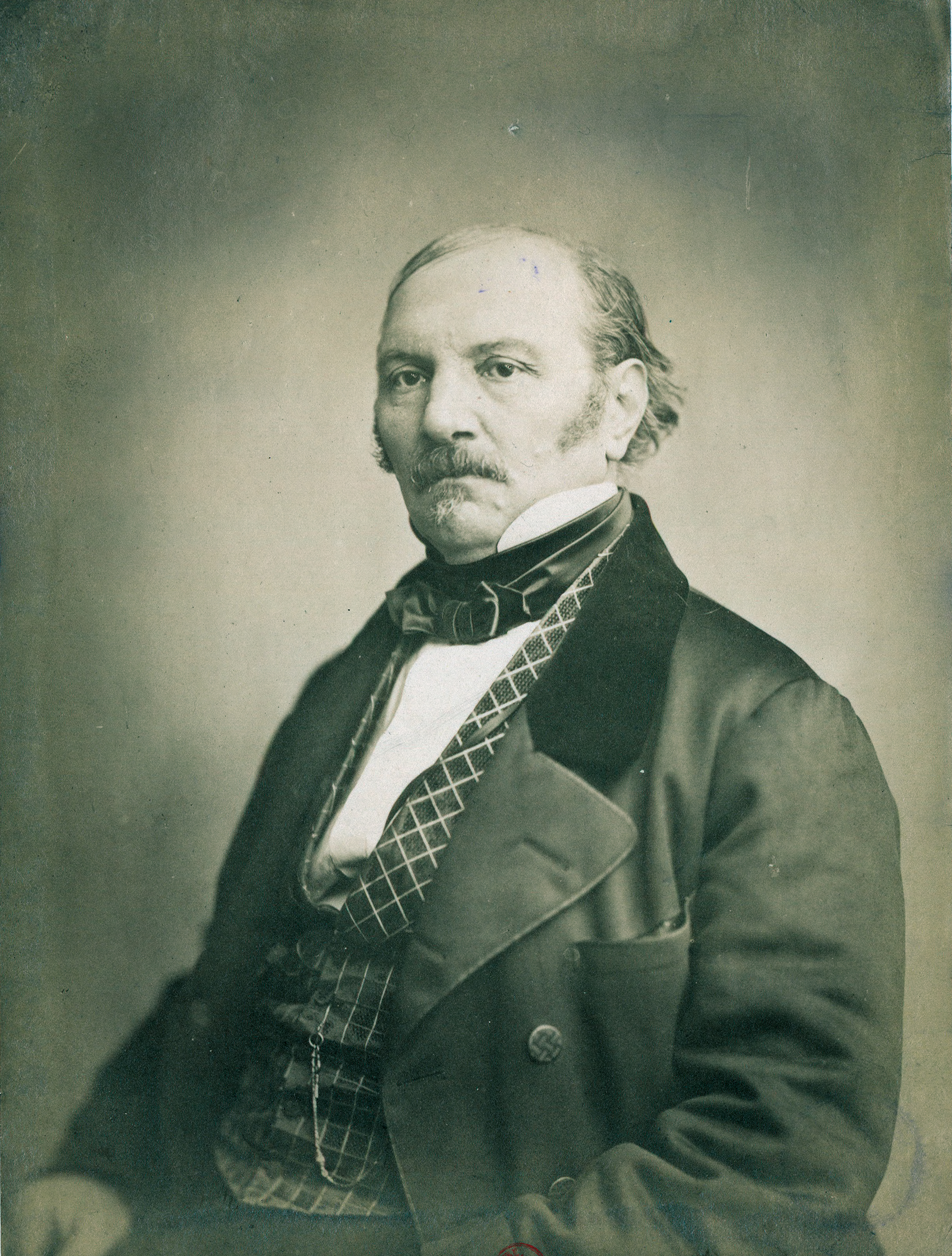
Allan Kardec

O termo é mais comumente empregado ao Espiritismo (também chamado de Doutrina Espírita ou, popularmente, de Kardecismo), um conjunto de princípios e leis codificados por Allan Kardec em meados do século XIX. Refere-se a uma doutrina que trata da "natureza, origem e destino dos Espíritos, bem como de suas relações com o mundo corporal e as consequências morais que dela dimanam" e fundamenta-se nas manifestações e nos ensinamentos dos Espíritos. A Codificação Espirita está sistematizada nas seguintes obras publicadas pelo pedagogo francês Hippolyte León Denizard Rivail, sob o pseudônimo de Allan Kardec: O Livro dos Espíritos de 1857, O Livro dos Médiuns de 1861, O Evangelho Segundo o Espiritismo de 1864, O Céu e o Inferno de 1865 e A Gênese de 1868. O Espiritismo também é compreendido como uma doutrina de cunho científico-filosófico-religioso voltada para o aperfeiçoamento moral do homem, que acredita na possibilidade de comunicação com os espíritos através de médiuns. Trata-se, portanto, de um ramo do espiritualismo com características e identidade próprias. Por consequência, todos os adeptos do espiritismo são espiritualistas. Mas nem todos os espiritualistas são espíritas.

### Espiritualismo
Várias doutrinas filosóficas e/ou religiosas que têm como fundamento básico a afirmação da existência do espírito (ou alma) como elemento primordial da realidade, bem como sua autonomia, independência e primazia sobre a matéria, referindo-se às doutrinas que são contrárias ao materialismo e que datam de milhares de anos.

### Moderno Espiritualismo
Nos Estados Unidos e no Reino Unido, assim como no resto do mundo anglófono, o termo espiritismo tem sido comumente denominado sinônimo de Moderno Espiritualismo.
Durante o século XIX, antes do advento da Doutrina Espírita, uma diversidade de manifestações de entidades incorpóreas espalharam-se por todo o mundo. Segundo os modernos espiritualistas, tais fenômenos psíquicos são tão antigos quanto o próprio homem. Contudo a publicidade mediúnica que crescia desesperadamente naquele século, especialmente na Europa e nos Estados Unidos, provocava a atenção de inúmeros investigadores da época, este movimento ficou conhecido como Moderno Espiritualismo. O Espiritismo está inteiramente ligado a este movimento, pois foi ele que atraiu a atenção de diversos pesquisadores, dos quais destacou-se o pedagogo francês Hippolyte León Denizard Rivail, sua tentativa foi a de sistematizar as práticas moderno-espiritualistas em um sistema filosófico consistente, visto que, o movimento estava desorganizado. Contudo alguns pontos em relação ao significado é necessário destacar. O Espiritismo surgiu em 1857, com a publicação de O Livro dos Espíritos, trata-se de uma doutrina sistematizada e estruturada. O Moderno Espiritualismo não apresenta uma data especifica para o seu surgimento, por tratar-se de um movimento, diversos nomes são tidos como os seus idealizadores. Nos Estados Unidos, desde os primórdios de seu aparecimento, o Espiritismo tem sido mais comumente denominado sinônimo de Moderno Espiritualismo.

### Moderno Espiritualismo Anglo-Saxão
No mundo anglófono, é bastante conhecida também uma divergência entre o que se convencionou chamar de "Espiritismo Latino" e "Espiritismo Anglo-Saxão" (este último, particularmente, era integrado pelos ingleses e estadunidenses).
Essa divisão do termo Espiritismo surgiu como consequência do número de pessoas que passaram a utilizar a denominação de "espíritas", pois havia em ambos os grupos divergências em relação à reencarnação.
Allan Kardec trata da questão, na Revista Espírita de 1864, no capítulo "A Escola Espírita Americana":
| “ | De todos os princípios da doutrina, o que encontrou mais oposição na América – e por América deve entender-se exclusivamente os Estados Unidos – foi o da reencarnação. Pode mesmo dizer-se que é a única divergência capital, prendendo-se as outras mais à forma do que ao fundo, e isto porque ali os Espíritos não a ensinaram. Expliquemos as razões disto. Os Espíritos procedem em toda parte com sabedoria e prudência; para se fazerem aceitar, evitam chocar muito bruscamente as ideias preconcebidas. Não irão dizer de chofre a um muçulmano que Maomé é um impostor. Nos Estados Unidos o dogma da reencarnação teria vindo chocar-se contra os preconceitos de cor, tão profundamente arraigados naquele país; o essencial era fazer aceitar o princípio fundamental da comunicação do mundo visível com o mundo invisível; as questões de detalhe viriam a seu tempo. Ora, é indubitável que esse obstáculo acabará por desaparecer, e que um dos resultados da guerra civil será o gradativo enfraquecimento de preconceitos, verdadeira anomalia numa nação tão liberal. Se, de maneira geral, a ideia da reencarnação ainda não é aceita nos Estados Unidos, ela o é individualmente por alguns, se não como princípio absoluto, ao menos com certas restrições, o que já é alguma coisa. Quanto aos Espíritos, sem dúvida julgando que o momento é propício, começam a ensinar com cautela em certos lugares e sem rodeios em outros. Uma vez levantada, a questão percorrerá longa distância. Aliás, temos sob os olhos comunicações já antigas,obtidas naquele país, nas quais, sem estar formalmente expressa, a pluralidade das existências é a consequência forçada dos princípios emitidos; aí se vê brotar a ideia. Assim, não há que duvidar que, em pouco tempo, o que hoje ainda se chama escola americana fundir-se-á na grande unidade que se estabelece por toda parte. | ” |

Arthur Conan Doyle, que abordou a questão em seu livro "A História do Espiritualismo – De Swedenborg ao início do século XX", publicado em Londres em 1926, foi Presidente de Honra da Federação Espiritualista Internacional, Presidente da Aliança Espírita de Londres e Presidente do Colégio Britânico de Ciências Psíquicas, nos séculos XIX e XX, era britânico e reencarnacionista:
| “ | A doutrina da reencarnação determinou o aparecimento de uma divergência entre aquilo que se estabeleceu chamar Espiritismo Latino e Espiritismo Anglo-Saxão. Estes, particularmente os ingleses e americanos, embora aceitassem a Doutrina Espírita não admitiam o Princípio Reencarnacionista e tal motivou os ataques e críticas ao Espiritismo. Embora a resistência mantida na Inglaterra e nos Estados Unidos contra o Princípio Reencarnacionista, Conan Doyle e outros espíritas americanos e ingleses, de renome, admitiam a reencarnação. | ” |

Outro exemplo é ilustrado pelo V Congresso Internacional de Barcelona, 1934, onde ficou estabelecido que:
| “ | ...os espíritas latinos e hindus, representados pelos delegados da Bélgica, Brasil, Cuba, Espanha, França, Índia, México, Portugal, Porto Rico, Argentina, Colômbia, Suíça e Venezuela, afirmam a reencarnação como lei de vida progressiva, segundo a frase de Allan Kardec: 'Nascer, morrer, renascer ainda e progredir sem cessar', e a aceitam como uma verdade de fato. Os espíritas não-latinos, representados no Congresso pelos delegados da Inglaterra, Irlanda, Holanda e África do Sul, consideram não haver demonstração suficiente para estabelecer a doutrina da reencarnação formulada por Kardec. Cada escola, portanto, fica em liberdade para proclamar as suas convicções a respeito de reencarnação. | ” |

Entretanto, na França, o "Espiritismo Anglo-Saxão" é comumente chamado de —Moderno Espiritualismo Anglo-Saxão— (em francês: Spiritualisme Moderne Anglo-Saxon). Essa substituição encontra respaldo na realidade, visto que, o Espiritismo foi um termo cunhado por Allan Kardec e baseado em cinco obras básicas, nas quais a ideia reencarnacionista está presente.
Enquanto que, o Moderno Espiritualismo especifica o conjunto de manifestações mediúnicas que se difundiram no século XIX, mas em alguns casos, com identidade própria. Esta foi a causa para o surgimento da designação Moderno Espiritualismo Anglo-Saxão. A palavra composta "Anglo-Saxão" foi adicionada para especificar certas crenças adotadas pelos modernos espiritualistas dos países de língua inglesa.

### Religiões afro-brasileiras
No Brasil, o termo "Espiritismo" é historicamente utilizado como designação por algumas casas e associações das religiões afro-brasileiras, e seus membros e frequentadores definem-se como "espíritas", nomeadamente a Umbanda, como por exemplo a atual Congregação Espírita Umbandista do Brasil, com sede no estado do Rio de Janeiro. Os umbandistas, discriminados e perseguidos em vários momentos da história recente do Brasil, passaram a se auto-intitular espíritas (em determinado momento com o apoio da Federação Espírita Brasileira), num anseio por legitimar e consolidar este movimento religioso, devido à proximidade existente entre certos conceitos e práticas destas doutrinas. Seguidores mais ortodoxos de Kardec, entretanto, não gostaram de ver a sua prática associada aos cultos afro-brasileiros, surgindo assim o termo "espírita kardecista" para distingui-los dos que passaram a ser denominados como "espíritas umbandistas".
| “ | Mesmo congregando elementos católicos, africanos e do ocultismo, a umbanda se constituiu como uma modalidade de espiritismo. É o que indicam os primeiros livros que identificavam a nova religião. Seus mentores criam em 1939 a Federação Espírita de Umbanda, e em 1941 realizam o I Congresso Brasileiro de Espiritismo de Umbanda. | ” |

No Brasil Império a Constituição de 1824 estabelecia expressamente que a religião oficial do Estado era o Catolicismo. No último quartel do século XIX, com a difusão das ideias e práticas espíritas no país, registraram-se choques não apenas na imprensa, mas também a nível jurídico-policial, nomeadamente em 1881, quando uma comissão de personalidades ligadas à Federação Espírita Brasileira reuniu-se com o Chefe de Polícia da Corte e, subsequentemente, com o próprio Imperador D. Pedro II, e após a Proclamação da República Brasileira, agora em função do Código Penal de 1890, quando Bezerra de Menezes oficiou ao então presidente da República, marechal Deodoro da Fonseca, em defesa dos direitos e da liberdade dos espíritas. Outros momentos de tensão registrar-se-iam durante o Estado Novo nomeadamente em 1937 e em 1941, o que levou a que a prática dos cultos afro-brasileiros conhecesse uma espécie de sincretismo sob a designação "espiritismo", como em época colonial o fizera com o Catolicismo.
Com relação à Umbanda, surgida em 1908 no estado do Rio de Janeiro, a postura da Federação Espírita Brasileira ao longo da história foi ambígua:
| “ | Ainda que o espiritismo kardecista tivesse predileção por espíritos brancos, nos anos 1920 não era raro se encontrar caboclos e pretos-velhos produzindo curas e outras benemerências em centros espíritas. | ” |

Como exemplo, a decisão do Conselho Federativo da Federação Espírita Brasileira, em outubro de 1926, conclui:
| “ | A Federação, em tese, não infirma [invalida] as manifestações de 'caboclos' nem de 'pretos', conquanto não os adote como norma mais eficiente de trabalho, (...) achando que, do mesmo modo devem proceder as sociedades adesas, uma vez que (...) tais práticas são, não há que negar, Espiritismo, porém não Doutrina Espírita (...). | ” |

Essa postura mudou na década de 1940, nomeadamente a partir do reconhecimento da Umbanda como religião pelo Congresso Nacional em 1945:
| “ | (...) para os kardecistas, espiritismo e umbanda precisavam ser diferenciados. A enorme heterogeneidade dos centros espíritas passou a incomodar aqueles que buscavam uma doutrina mais unificada e definida. | ” |

Nesse período, a aceitação social da crença é cada vez mais ampla, o que é demonstrado quando da promulgação das alterações ao Código Penal brasileiro, em 1949, quando o termo "espiritismo" foi excluído, permanecendo apenas, como delito grave, a prática do "curandeirismo" e do "charlatanismo".
A FEB chegou a publicar, em 1953, em seu órgão oficial, que os umbandistas poderiam ser considerados "espíritas", com o seguinte argumento: "Baseados em Kardec, é-nos lícito dizer: todo aquele que crê nas manifestações dos espíritos é espírita; ora, o umbandista nelas crê, logo, o umbandista é espírita." Esse raciocínio causou polêmica à época. Anos mais tarde, em 1958, o Segundo Congresso Brasileiro de Jornalismo e Escritores Espíritas opôs-se considerar os umbandistas como espíritas. Duas décadas mais tarde, em fevereiro de 1978 o mesmo  Reformador publicou que a designação de "espíritas" pelos umbandistas é "imprópria, abusiva e ilegítima".
Na prática, sinteticamente, as semelhanças entre a prática Umbanda e a Doutrina Espírita são: a comunicação entre os vivos e os mortos, admitindo ambas, por conseguinte, a sobrevivência à morte do chamado "espírito"; a evolução do espírito através de vidas sucessivas (reencarnação); o resgate, podendo ser pela dor e sofrimento, das faltas cometidas em anteriores existências; a prática da caridade.

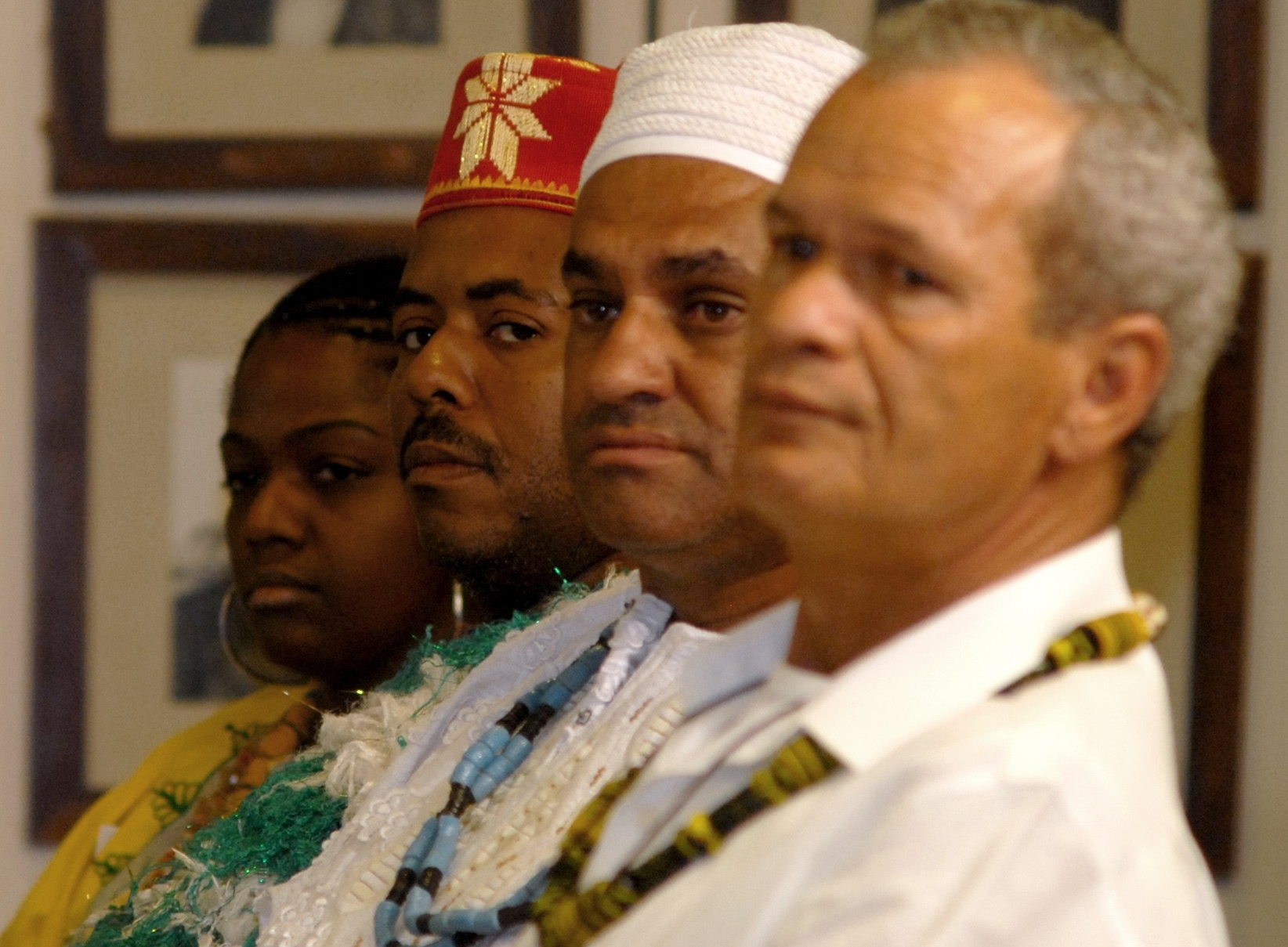
Adeptos do Candomblé.

Por outro lado, as principais diferenças são a admissão pela Umbanda: de cerimônias litúrgicas como o batismo e o matrimônio; a presença de imagens em seus cultos; o emprego de plantas em seus cultos; a música dos pontos cantados para as entidades. Em suma, qualquer ritual ou culto exterior difere do espiritismo, que não os tem. Os cultos afro-brasileiros são, portanto, correntes diversas do espiritualismo.
De todas as religiões afro-brasileiras, a mais próxima da Doutrina Espírita é um segmento (linha) da Umbanda denominado de "Umbanda branca", que guarda pouca ligação com o Candomblé, o Xambá, o Xangô do Recife, o Tambor de Mina ou o Batuque.
No tocante especificamente ao Candomblé, crê-se na sobrevivência da alma após a morte física (os Eguns) e na existência de espíritos ancestrais que, caso divinizados (os Orixás, cultuados coletivamente), não se materializam; caso não divinizados (os egunguns), materializam em vestes próprias para estarem em contacto com os seus descendentes (os vivos), cantando, falando, dando conselhos e auxiliando espiritualmente a sua comunidade. Observe-se que o conceito de "materialização" no Candomblé, é diferente do de "incorporação" na Umbanda ou na Doutrina Espírita. Em princípio os Orixás só se apresentam nas festas e obrigações para dançar e serem homenageados. Não dão consulta ao público assistente, mas podem eventualmente falar com membros da família ou da casa para deixar algum recado para o filho. O normal é os Orixás se expressarem através do jogo de Ifá (oráculo).
No Candomblé, a função dos rituais durante as cerimônias de iniciação é a de afastar todo e qualquer espírito ou influência, recorrendo-se ao Ifá para monitorar a sua presença. A cerimônia só ocorre quando este confirma a ausência de Eguns no ambiente de recolhimento. Os espíritos são cultuados, nas casas de Candomblé, em uma casa em separado, sendo homenageados diariamente uma vez que, como Exu, são considerados protetores da comunidade.